# Coronie (distrikt)

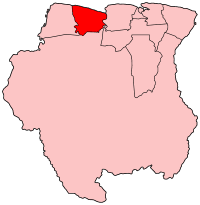
Distriktets läge.

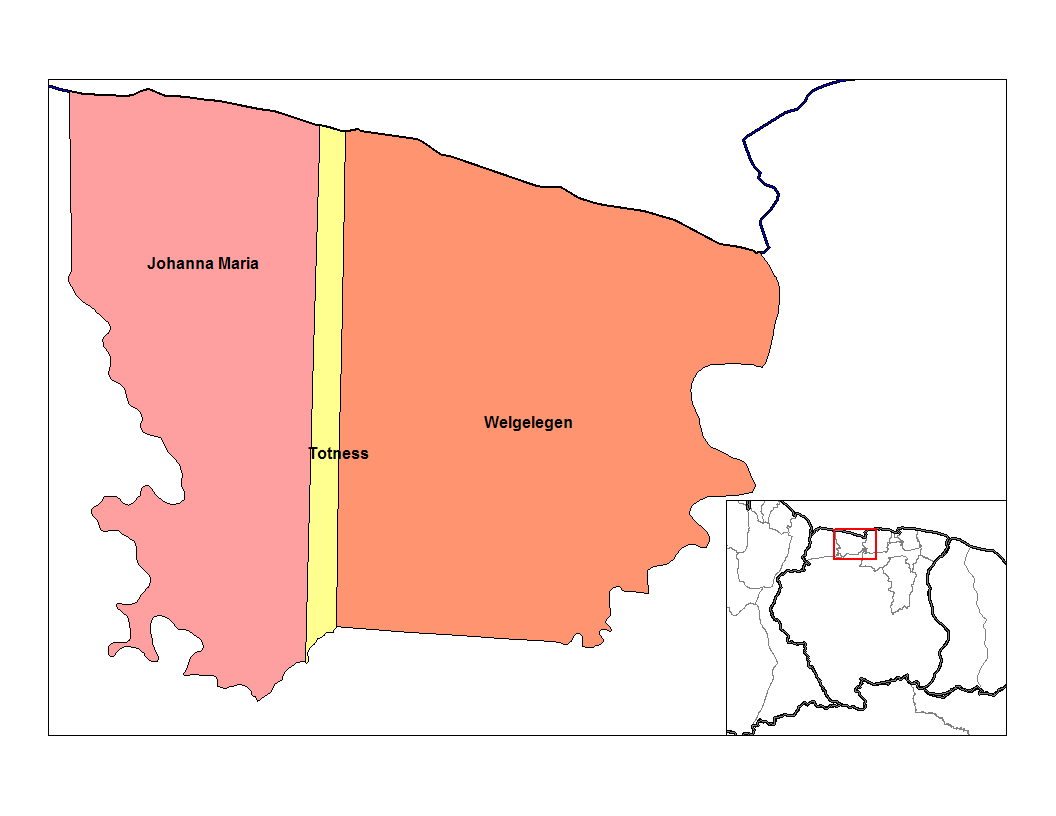
Distriktets ressorten.

Distriktet Coronie är ett av Surinams 10  distrikt (distrikten).

## Geografi
Distriktet ligger i landet norra del, området har en yta på cirka 3 902 km² med cirka 2 900 invånare. Befolkningstätheten är mindre än 1 invånare / km².
Huvudorten är Totness med cirka 1 800 invånare, orten ligger vid kusten.

## Förvaltning
Distriktet har ordningsnummer 3 och förvaltas av en distriktkommissarie (Districtscommissaris), ISO 3166-2-koden är "SR-CR".
Distriktet är underdelad i 3 ressorten (kommuner):
- Johanna Maria
- Totness
- Welgelegen